# Иванов, Борис Николаевич (карстолог)
Борис Николаевич Иванов (1911 — 20 июня 1989, Симферополь) — советский географ, геолог, гидрограф, карстолог и исследователь селей.

## Биография
Родился в 1911 году. Заниматься карстологией начал в 1937 году. Выполнил диссертацию о карсте Средиземноморья, которую защитил в Харькове в 1941 году.
В 1945—1953 годах, заведовал кафедрой геоморфологии и гидрогеологии Черновицкого университета. В 1954 году он переехал в Крым, где до 1986 года последовательно работал старшим научным сотрудником, заведующим отделом карстологии (позднее карстологии и селей) и лабораторией Института минеральных ресурсов АН УССР (с 1963 года — Министерства геологии СССР). Б. Н. Иванов был инициатором и активным участником комплексных исследований карста Украины.
В 1958 году была создана Комплексная Карстовая Экспедиция (ККЭ). Её руководителем стал д. г. м-н. Ю. Ю. Юрк, заместителем руководителя — к. г. н. Б. Н. Иванов. Она объединила учёных разных направлений по проблематике пещер: геофизического, палеозоологического, гидрологического, археологического. Карстовая экспедиция воспитала целую школу карстоведов разных специальностей. Доктор наук В. Н. Дублянский, ученик и сотрудник Иванова вспоминает: «Борис Николаевич видел в [спортсменах] спелеологах „молодёжный резерв“, без которого невозможны исследования подземного карста. „Дядя Боря“ так искусно вводил их в курс дела, что все, кто попадал в его кабинет, надолго „заболевали“ пещерами».
Б. Н. Иванов был организатором совещаний по геофизическим (1960) и гидрологическим (1966) методам изучения карста, I Всесоюзного слега спелеологов (1961), III Всесоюзного карстово-спелеологического совещания (1982). Был постоянным участником всесоюзных и республиканских совещаний по проблемам карста и спелеологии. Консультировал строительство Ялтинского гидротоннеля.
Вышел на пенсию в 1986 году, скончался 20 июня 1989 года.

## Исследования
Его перу принадлежит более 190 научных работ. Б. Н. Иванов изучал проблемы карста Западной Украины и Карпат, а позднее Крыма. Особое внимание Б. Н. Иванов уделял прикладным аспектам исследования карста. Он являлся автором разработок теоретического и практического плана в области гидрогеологии и инженерной геологии карста. Будучи по специальности геоморфологом, он провёл ряд исследований Крыма на стыке геоморфологии и гидрологии. Проведённые экспедиционные исследования долин рек и выявили участки поглощения речного стока карстом. Важными достижениями Б. Н. Иванова было обоснование блокового строения основных массивов Главной гряды и вывод о том, что карстовые воды движутся по тектоническим разломам. Эти факты подтвердила разведка при строительстве Ялтинского гидротоннеля. Его кураторская деятельность способствовала созданию карстологической службы во многих подразделениях Министерства геологии СССР. Стоял у открытия явления селевой активности малых рек Южного берега Крыма, предложил меры мониторинга и селевой защиты. Б. Н. Иванов был также педагогом, воспитавшим несколько поколение карстологов СССР.
Фото и личные научные приборы Б. Н. Иванова находятся в экспозиции Спелеологического музея у пещеры Эмине Баир-Хосар на плато Чатыр-даг.

## Память
Карстовая вскрытая пещера Иванова (711-3). Расположена на массиве Караби. Заложена в верхнеюрских известняках. Протяженность 375 м, глубина 150 м, площадь 850 м². Начинается 35-метровым колодцем, открывающимся в зал длиной 40 м. Дно зала покрыто глыбовым навалом. В стене зала на высоте 8 м имеется окошко, приводящее в параллельную 90-метровую шахту. Имеются находки железистых микроконгломератов. Открыта ККЭ в 1963 году, исследовалась в 1965 году. Названа Карстовой комиссией КАН в 1981 году в честь Бориса Николаевича Иванова. Расположена на территории заказника «Горный карст Крыма».